# Crasville (Eure)
Crasville település Franciaországban, Eure megyében. Lakosainak száma 121 fő (2022. január 1.). Crasville La Haye-Malherbe, Quatremare, Surville és Terres de Bord községekkel határos.

## Népesség
A település népességének változása:
| Lakosok száma | 140  | 103  | 107  | 135  | 126  | 127  | 126  | 124  | 123  | 121  |
|               | 1968 | 1982 | 1990 | 2006 | 2013 | 2015 | 2017 | 2019 | 2020 | 2022 |